# Mbozi
Mbozi è un ward dello Zambia, parte della Provincia Orientale e del Distretto di Chadiza.